# Chúcaro y manso
Chúcaro y manso es el tercer álbum de estudio de la banda chilena Dúo Coirón, lanzado en 1971 por el sello discográfico DICAP.

## Lista de canciones
| Lado A |                                               |          |  |
| N.º    | Título                                        | Duración |  |
| 1.     | «Ésta es mi calle»                            | 1:55     |  |
| 2.     | «Ésta es mi yunta»                            | 2:48     |  |
| 3.     | «El molino de Pocoa»                          | 2:21     |  |
| 4.     | «Lucho malo»                                  | 3:55     |  |
| 5.     | «Cómo no amarte tierra, si en ti vive Ramona» | 4:23     |  |
| 15:22  |                                               |          |  |

| Lado B |                                 |          |  |
| N.º    | Título                          | Duración |  |
| 6.     | «Trigo y verde»                 | 3:23     |  |
| 7.     | «Simplemente solidario»         | 3:06     |  |
| 8.     | «Quién»                         | 2:41     |  |
| 9.     | «Chúcaro y manso»               | 1:58     |  |
| 10.    | «Romance de la nueva primavera» | 1:58     |  |
| 13:06  |                                 |          |  |

## Créditos
Integrantes
- Valericio Leppe
- Pedro Yáñez
- Eladio López
- Fernando Carrasco